# Premio Internacional de Ilustración Feria de Bolonia – Fundación SM
El Premio Internacional de Ilustración Feria de Bolonia – Fundación SM fue creado en 2009 por la Feria del libro infantil de Bolonia, conocida por su especial dedicación a la ilustración del libro infantil, y la Fundación SM, uno de cuyos objetivos principales es el fomento de la lectura y la escritura. 
Este premio tiene como objetivo animar y apoyar a jóvenes artistas del mundo de la ilustración, menores de 35 años y procedentes de cualquier punto geográfico, que hasta el momento no han visto reconocida suficientemente la calidad especial de su trabajo.

## Admisión y plazos
Pueden optar a este premio los ilustradores menores de 35 años cuyas obras hayan sido seleccionadas por la Feria de Bolonia para incluirlas en la Exposición de Ilustradores que se muestra durante esta feria italiana. 

## Dotación
Este premio está dotado con 30.000 dólares USA. Al vencedor se le ofrece también la posibilidad de ilustrar un álbum infantil que será editado por el Grupo SM y que será presentado en la Feria de Bolonia del año siguiente, junto con una exposición especialmente dedicada a resaltar la obra del artista premiado.

## Ganadores
| Edición | Año  | Ilustrador      |
| ------- | ---- | --------------- |
| 1ª      | 2010 | Philip Giordano |